# تشهرة غشا
تشهرة غشا هي قرية في مقاطعة أرومية، إيران. يقدر عدد سكانها بـ 268 نسمة بحسب إحصاء 2016.